# Черешневе (Пологівський район)
Чере́шневе — село в Україні, у Більмацькій селищній громаді Пологівського району Запорізької області. Населення становить 54 осіб.

## Географія
Село Черешневе знаходиться на лівому березі річки Каратюк, біля її витоків, за 5 км від села Білоцерківка та за 6 км від села Темрюк (Маріупольський район).

## Населення

### Мова
Розподіл населення за рідною мовою за даними перепису 2001 року:
| Мова       | Кількість | Відсоток |
| ---------- | --------- | -------- |
| українська | 50        | 92.59%   |
| російська  | 3         | 5.56%    |
| румунська  | 1         | 1.85%    |
| Усього     | 54        | 100%     |